# Laken (België)
Laken (Frans: Laeken) is een plaats in het Brussels Hoofdstedelijk Gewest en sedert 1921 een onderdeel van de stad Brussel. Voordien was het een zelfstandige gemeente. In Laken is de hoofdresidentie van het Belgisch vorstenpaar gelegen.
Laken ligt ten noordwesten van het centrum van Brussel en heeft ruim 57.000 inwoners.

## Geschiedenis

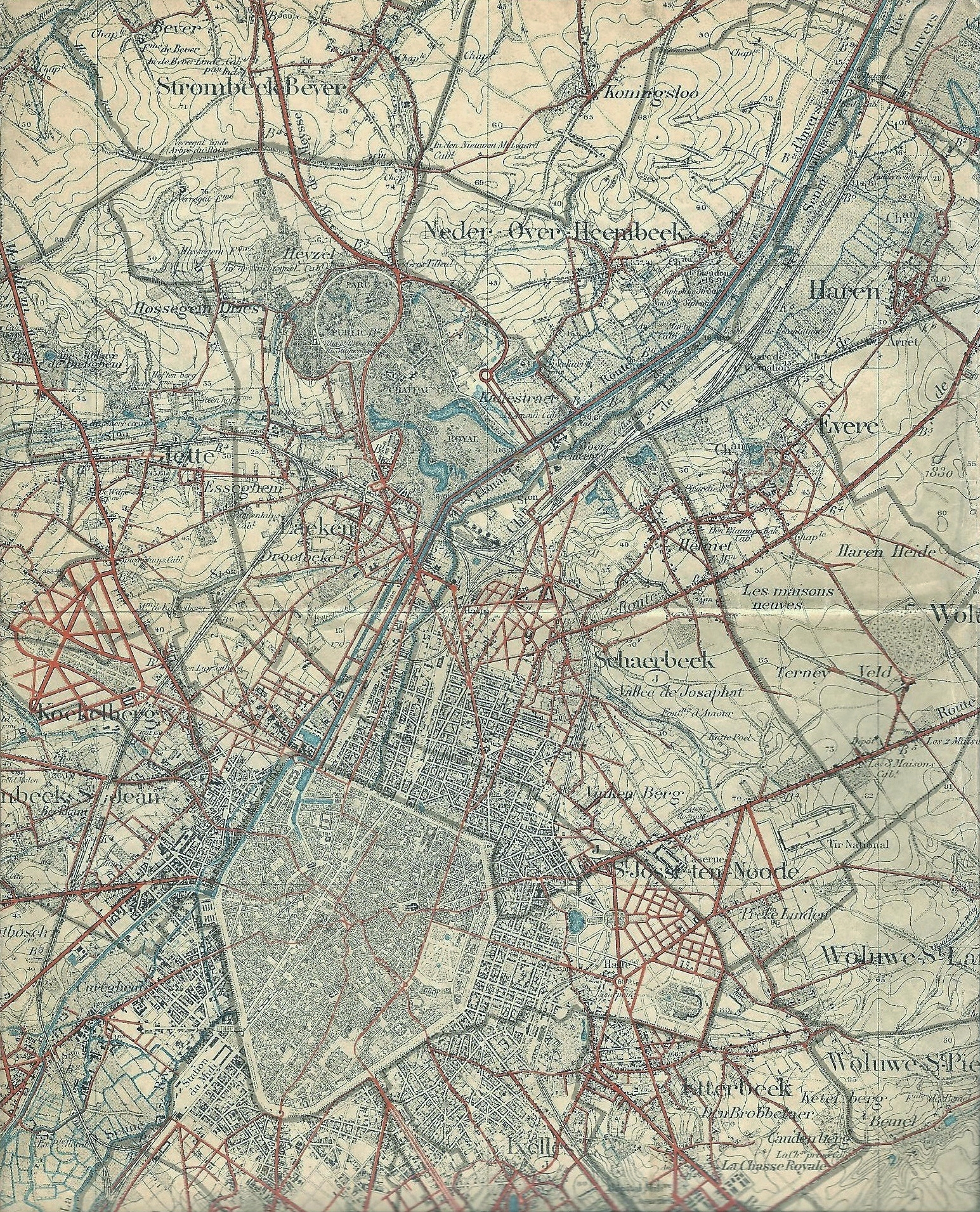
Stafkaart van Laken in 1892. De belangrijke lanen zoals de Emile Bockstaellaan waren er nog niet, maar wel de spoorlijnen en de buurtspoorweg naar Grimbergen.

De oudste vermelding van Laken (Lacha) dateert van 1080. Het dorp was sinds de middeleeuwen afhankelijk van de stad Brussel.
De Ferrariskaart uit de jaren 1770 toont het landelijk dorp Laken, met ten zuidoosten het Canal de Bruxelles à Malines (Kanaal van Willebroek).
Laken kreeg vooral betekenis toen de toenmalige landvoogdes Maria Christina van Oostenrijk in 1784 het Kasteel van Laken liet bouwen, waardoor het een vorstelijke residentie werd.
Na de Franse invasie van 1795 werd Laken een zelfstandige gemeente.
Emile Bockstael was van 1872 tot 1920 burgemeester van deze gemeente. Tijdens zijn ambtsperiode evolueerde Laken van een landelijk gebied naar een voorstad van Brussel. In 1898 tekende Bockstael, samen met koning Leopold II plannen voor de verstedelijking van Laken. De koning kocht grote delen van de gemeente op, teneinde het park rond het kasteel uit te breiden. Het centrum van Laken werd uitgebreid met boulevards zoals de Bockstaellaan richting het Lakense gehucht Heizel. Tegelijk groeide de gemeente uit tot een centrum van industrie, dankzij de nabijheid van de Brusselse haven en spoorlijnen. Daardoor ontstonden er ook arbeiderswijken. De Katholieke Arbeidersjeugd werd in Laken gesticht door Jozef Cardijn die in 1912 kapelaan was in Laken.
Door de uitbreiding van de haven, de slechte financiële toestand van Laken en de aanwezigheid van de koninklijke residentie werd de gemeente Laken in 1921 bij Brussel gevoegd. Het monumentale gemeentehuis op het Bockstaelplein was in 1919 voltooid, zodat het maar twee jaar dienstgedaan heeft als volwaardig gemeentehuis.
Door de koning werden terreinen beschikbaar gesteld voor tentoonstellingen en een park. Dit gebied werd de Heizel, waar twee wereldtentoonstellingen werden gehouden, in 1935 en in 1958. Talrijke gebouwen, zoals het Atomium en de Brussels Expo, zijn overgebleven na de wereldtentoonstellingen.

## Bezienswaardigheden
- het Park van Laken:

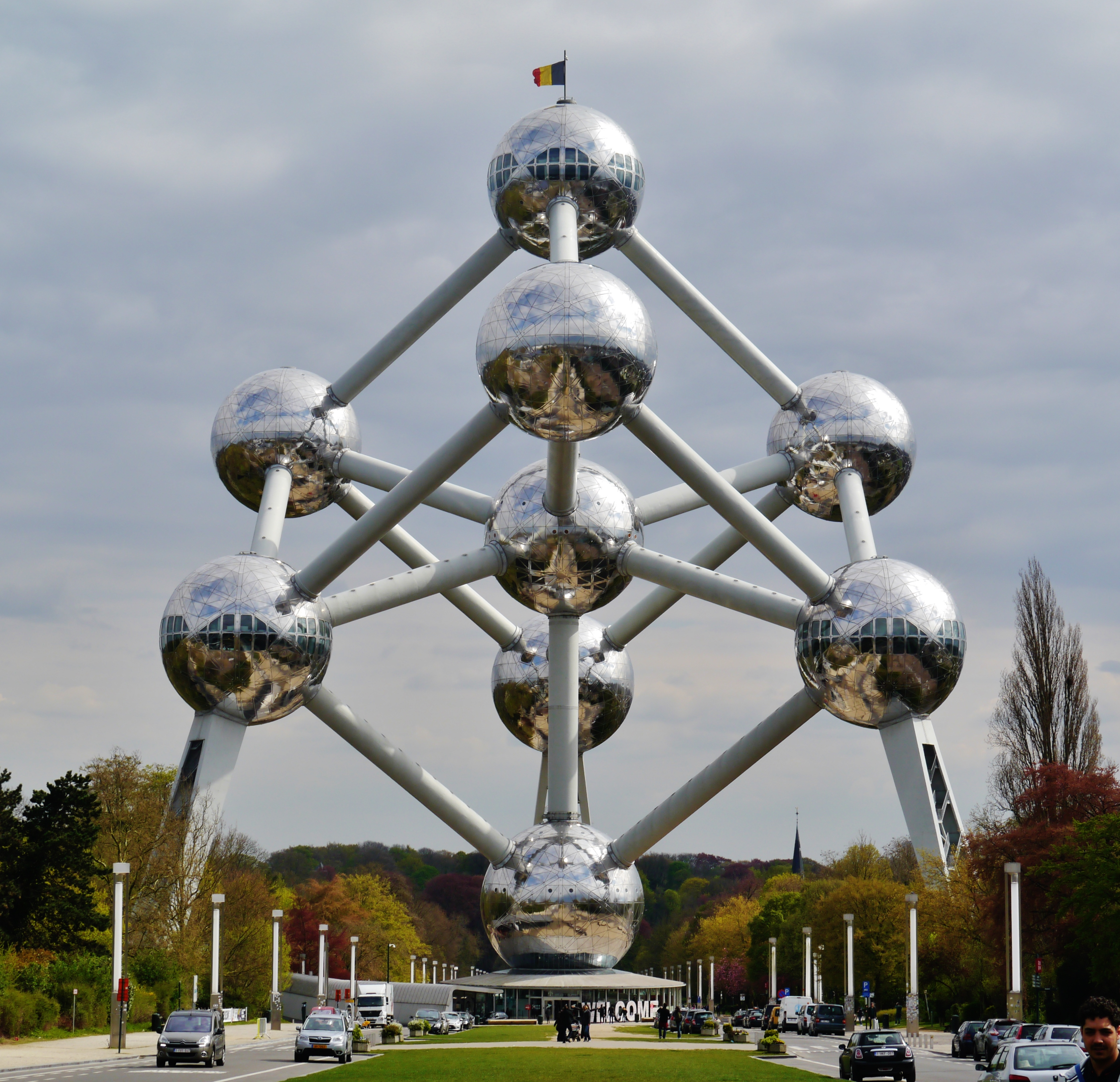
Atomium

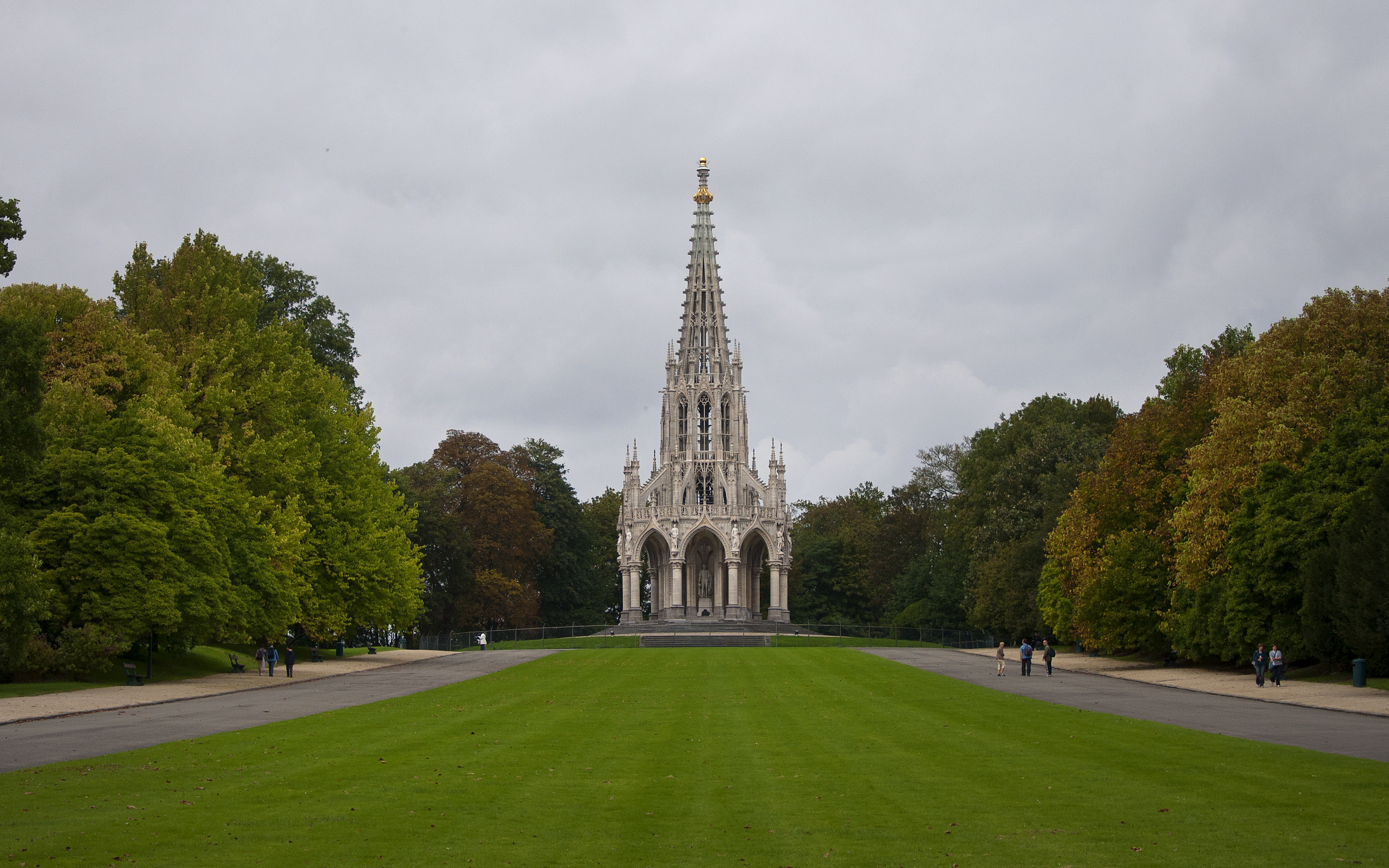
Park van Laken (architect: Édouard Keilig, 1876-1880) met zicht op het Leopold I-monument

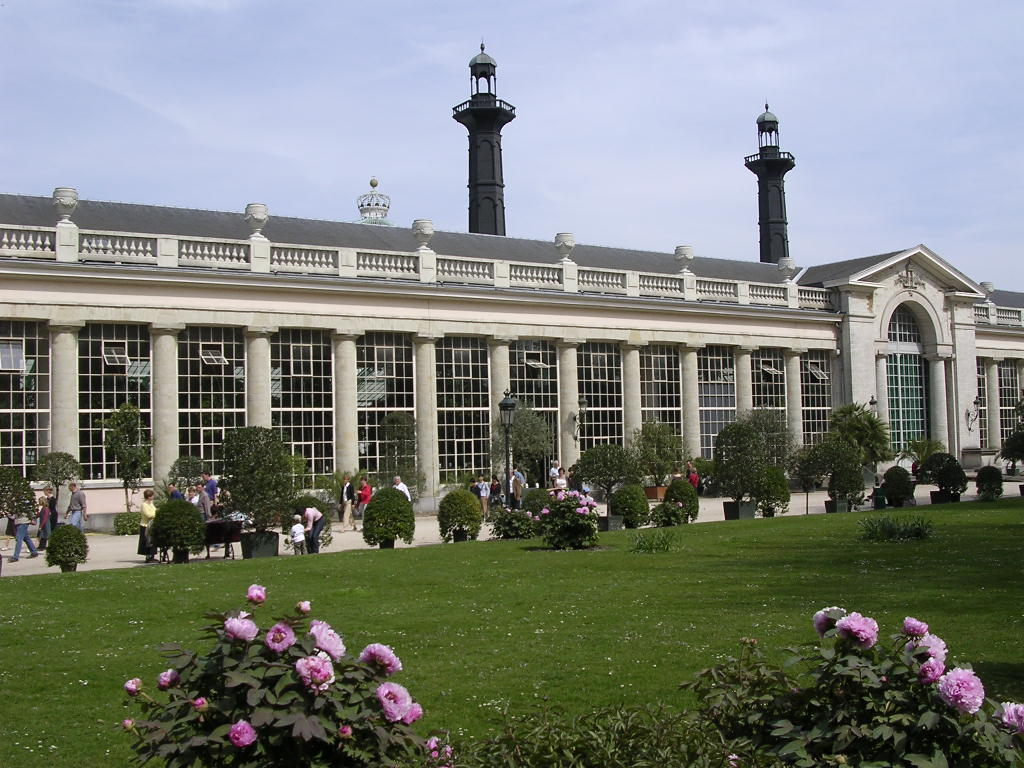
Koninklijke Serres

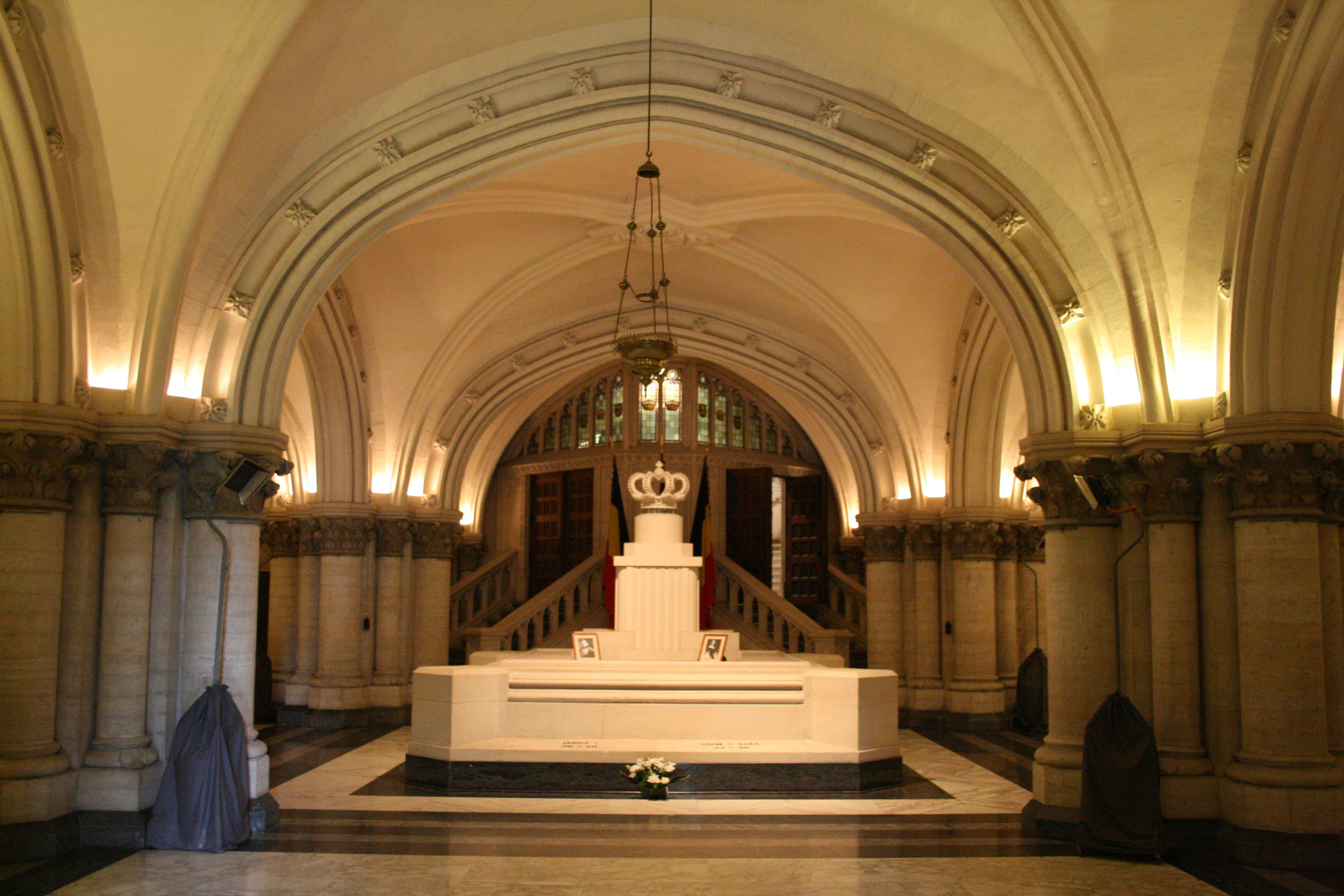
Koninklijke Crypte

  - het Kasteel van Laken, een van de koninklijke residenties van de Belgische vorsten sinds 1831. Heden ten dage is het de woning van koning Filip en koningin Mathilde en hun gezin.
  - Kasteel Stuyvenberg; koninklijke residentie;
  - Kasteel Belvédère; koninklijke residentie; woning van koning Albert II en koningin Paola
  - de wereldberoemde Koninklijke Serres
  - de Musea van het Verre Oosten, bestaande uit:
    - de Japanse Toren, een pagode oorspronkelijk gebouwd voor de wereldtentoonstelling van 1900 in Parijs en op initiatief van koning Leopold II naar Laken gebracht
    - het Chinees Paviljoen, gebouwd in opdracht van koning Leopold II
    - het koetshuis achter het Chinees Paviljoen, nu ingericht als Museum voor Japanse Kunst

  - de Sint-Annabron met de Sint-Annakapel
  - het Leopold I-monument
- het Ossegempark
- de Onze-Lieve-Vrouwekerk van architect Joseph Poelaert, waar Guido van Anderlecht koster was en waar de Koninklijke Crypte is gevestigd
- het kerkhof van Laken met Onze-Lieve-Vrouwekapel
- de Sint-Lambertuskerk
- de Goddelijk Kind Jezuskerk
- het Planetarium van Brussel
- het Atomium
- het voormalige goederenstation van Thurn en Taxis
- Bruparck
- het Koning Boudewijnstadion
- het tentoonstellingspark van de Heizel
- de Koninklijke Crypte
- het Gemeentehuis van Laken met zijn belfort
- Neptunusfontein

## Scholen
- Hoofdstedelijk atheneum Karel Buls
- Jan van Ruusbroeckollege
- Kunsthumaniora Brussel
- Maria Assumptalyceum Brussel
- Regina Pacisinstituut Brussel
- Europese school Brussel IV

## Lakenaars

### Geboren in Laken
- Johannes Joseph Destrée (1827 – Den Haag 1888), schilder, etser
- Elisa Caroline Destrée (1832 – Brussel 1910), botanica, mycologe
- Pierre Strauwen (1836 – Brussel 1890), dirigent, componist
- prins Filips (1837 – Brussel 1905), vader van koning Albert I
- keizerin Charlotte (1840 – Meise 1927), dochter van koning Leopold I
- Arthur von Eppinghoven (1852 – Etterbeek 1940), jongste zoon van koning Leopold I
- Auguste-Ernest Sembach (1854 – Juan-les-Pins 1898), schilder
- prinses Louise (1858 – Wiesbaden 1924), dochter van koning Leopold II
- Léo Errera (1858 – Ukkel 1905), botanicus, broer van Paul
- Paul Errera (1860 – Brussel 1922), advocaat, hoogleraar, broer van Léo
- Jules-Emile Strauwen sr. (1863 – Brussel 1943), dirigent, componist
- prinses Stefanie (1864 – Pannonhalma 1945), dochter van koning Leopold II
- prinses Clementine (1872 – Nice 1955), dochter van koning Leopold II
- Auguste Strauwen (1874 – Tienen 1947), fluitist, dirigent, muziekpedagoog
- Maurice Blieck (1876 – Brussel 1922), schilder, etser
- Joseph Vandemeulebroek (1876 – Brussel 1958), arts, politicus, burgemeester van Brussel
- Jean Strauwen (1878 – Brussel 1947), musicus, componist
- Georges Vigneron (1880 – Schaarbeek, 1956), senator, kolonel, ontwerper Vigneron M2.
- Joseph Siccard (1883 – Sint-Joost-ten-Node 1961), politicus
- Henri Johan Frans Willem Brugmans (1884 – Groningen 1961), filosoof, psycholoog, hoogleraar
- Georges Thielemans (1886 – Brussel 1968), beeldhouwer, volksvertegenwoordiger
- Henri-Valéry Vander Poorten (1897 – onbekend 1977), illustrator
- Armand Swartenbroeks (1899 – Koekelberg 1980), voetballer, burgemeester van Koekelberg
- Paul Ooghe (1899 – Anderlecht 2001), oud-strijder Eerste Wereldoorlog
- Jean Aerts (1907 – Brugge 1992), wielrenner
- Arnold Badjou (1909 – onbekend 1994), voetballer
- Pieter Lambrechts (1910 – Brussel 1974), hoogleraar, politicus
- Jozef Deschuyffeleer (1913 – Leuven 1959), senator
- Albert Demuyser (1920 – Ukkel 2003), hoogleraar, politicus
- Annie Cordy (1928 – Vallauris (Fr) 2020), zangeres, actrice
- Herman Boon (1930 – Zaventem 2005), priester, aalmoezenier van de burgerluchtvaart
- koning Boudewijn (1930 – Motril 1993), zoon van koning Leopold III
- Paul Ramboux (1932-2023), striptekenaar
- koning Albert II (1934), zoon van koning Leopold III
- prins Alexander (1942–2009), zoon van koning Leopold III
- Freddy Thielemans (1944-2022), politicus, burgemeester van Brussel
- prinses Marie Esmeralda (1956), dochter van koning Leopold III
- Thibaut Duval (1979), atleet

### Geboren en overleden in Laken
- prins Leopold (1859–1869), zoon van koning Leopold II
- Adrien van Bever (1837–1895), orgelbouwer
- Xavier Mellery (1845–1921), schilder, tekenaar

### Overleden in Laken
- Louis de Swert (Leuven 1795–1864), bankier, lid van het Nationaal Congres
- Leopold I van België (Coburg 1790–1865), eerste koning der Belgen
- Leopold II van België (Brussel 1835–1909), zoon van koning Leopold I
- koningin Fabiola (Madrid 1928–2014), gemalin van koning Boudewijn

## Nabijgelegen kernen
Wemmel, Jette, Brussel, Schaarbeek, Neder-Over-Heembeek, Strombeek-Bever